# ستوارت روزا

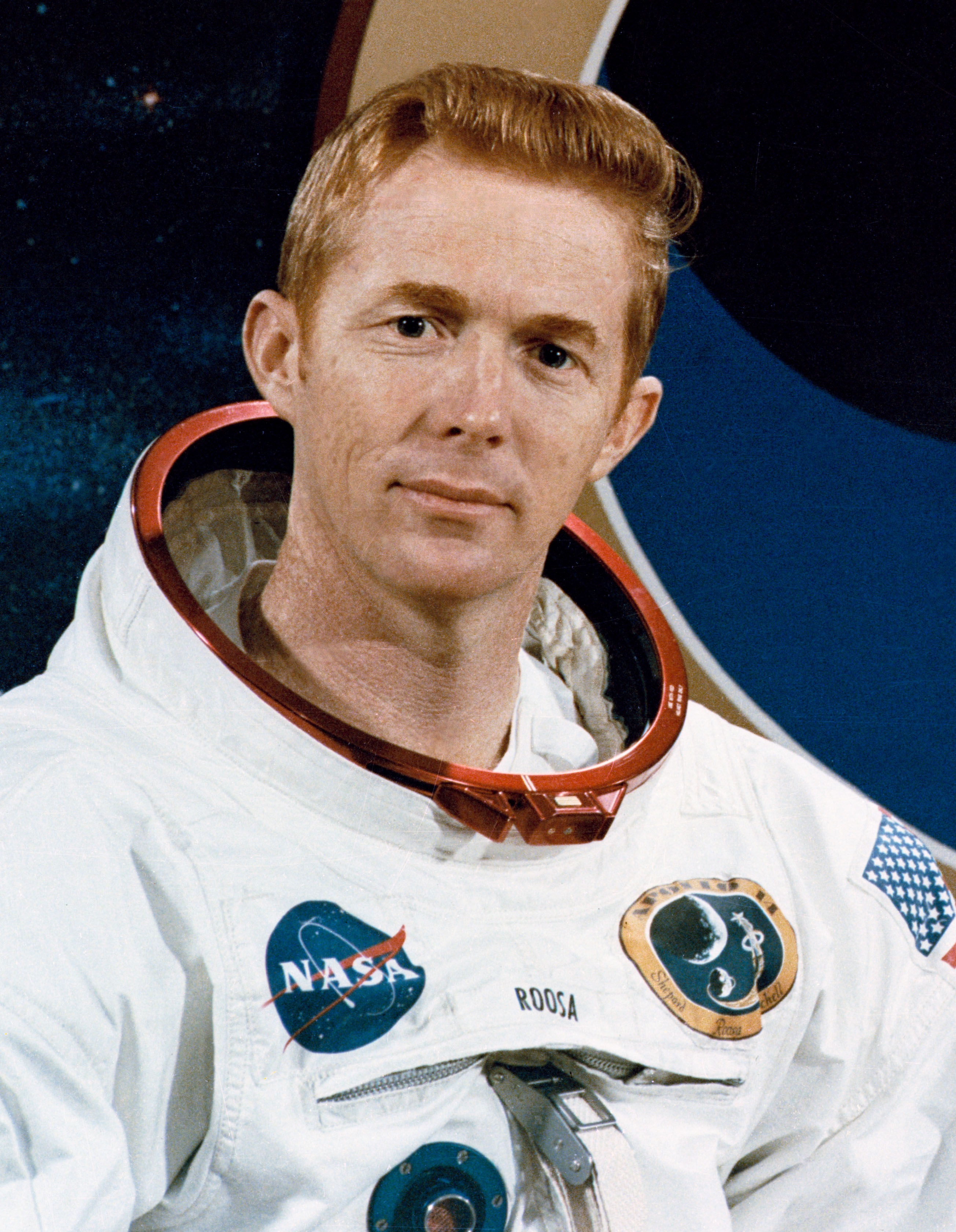

ستوارت روزا (بالإنجليزية: Stuart Roosa)‏ هو أحد رواد الفضاء الأمريكيين الذين قاموا برحلات إلى القمر في برنامج أبولو.
ولد ستوارت روزا في 16 أغسطس 1933 وتوفي في 12 ديسمبر 1994. كان روزا ربانا للمركبة الفضائية Command/Service Module خلال البعثة أبولو 14 مع ألان شيبارد الذي كان قائدا للطاقم، وزميلهما الثالث إدجار ميتشيل. واستغرقت الرحلة من 31 يناير حتى 9 فبراير 1971، وكانت هذه هي الرحلة الثالثة التي يهبط فيها الإنسان إلى سطح القمر ومشي شيبارد وميتشيل على سطح القمر بينما بقي ستوارت يدور في مدار حول القمر على ارتفاع 110 كيلومتر إلى حين أن يصعد زميلاه إليه من سطح القمر بواسطة المركبة القمرية Lunar Module. وبينما أمضى شيبارد وميتشيل يومين على سطح القمر في التنقيب عن عينات مناسبة من الصخور، قام روزا بعدة تجارب وهو في المركبة الفضائية المسماة كيتي هوك. ينتمي ستوارت روزا إلى 24 من رواد الفضاء الذين قاموا برحلات إلى القمر حتي الآن.
- خلال بعثة أبولو 14 بدأ الكونغرس الأمريكي يفكر في خفض ميزانية ناسا المتعلقة برحلات إلى القمر، مما جعل ناسا تشطب عدد الرحلات المخصصة إلى القمر وقامت بإلغاء رحلات أبولو 18 و 19 و 20. لهذا أسف رواد الفضاء لتلك السياسة وقرب انتهاء الرحلات إلى القمر وغزو الفضاء والاقتصار على برنامج سكايلاب والبقاء في مدار حول الأرض. وعندما كان ستوارت روزا يزور مصر في أوائل الثمانينيات من القرن الماضي وكان يزور موقع المسلة المصرية التي لم تكتمل أيام قدماء المصريين (كانت ستكون أكبر مسلة يقوم بإنشائها البشر، فوزنها يقرب من 1100 طن). قال روزا آنذاك:«إنني عندما شاهدت تلك المسلة التي لم تكتمل أشعر بالأسف لأن المجهودات الجبارة التي قمنا بها للوصول إلى القمر أيضا لم تستكمل ولم يصبح هناك مساعي لغزو القمر».

## اقرأ أيضا
- نيل أرمسترونج
- بز ألدرن
- مايكل كولينز
- جوردن كوبر
- شارلز كونراد
- جون يونغ
- كين ماتينجلي
- شالز ديوك
- ألان بين
- أبولو 8
- أبولو 10
- أبولو 11
- أبولو 17

## روابط خارجية
- ستوارت روزا على موقع IMDb (الإنجليزية)
- ستوارت روزا على موقع الموسوعة البريطانية (الإنجليزية)